# José Ignacio San Martín López
José Ignacio San Martín López (Sant Sebastià, 26 de juny del 1924 - Madrid, 6 de juny de 2004) va ser un militar espanyol, coronel d'Artilleria del Exèrcit de Terra, condemnat a 10 anys de presó per la seva participació en el cop d'estat del 23 de febrer de 1981 per un delicte de rebel·lió militar.

## Biografia
Llicenciat en Ciències Econòmiques per la Universitat Central de Madrid, diplomat d'Estat Major de l'Exèrcit i de la Armada, així com en Ciències Polítiques en París. Va ocupar diverses destinacions com a economista en els sindicats del franquisme. Va ser professor d'Estat Major i va manar el Grup d'Artilleria Autopropulsada ATP XII al Sàhara Espanyol. Durant el tardofranquisme i la presidència del Govern de l'almirall Luis Carrero Blanco, va ser director general de l'Organització Contrasubversiva Nacional (OCN) i del després reanomenat Servei Central de Documentació (SECED), serveis d'espionatge de la dictadura on va organitzar l'àrea de contrasubversión infiltrada en l'oposició a la dictadura. També va dirigir el Servei d'Informació de la Presidència del Govern (SIPG).
Quan Carlos Arias Navarro va ser nomenat president, va cessar en el SECED i, més tard, va ser nomenat director general de trànsit.
Al temps de produir-se el cop d'estat de febrer de 1981 era Cap d'Estat Major de la Divisió Cuirassada Brunete a la seva base d'El Goloso en Madrid i va ser qui va distribuir les unitats de la mateixa que van ocupar Radio Televisió Espanyola en la matinada del 23 al 24 de febrer de 1981 mentre en el Congrés dels Diputats els diputats i el govern romanien retinguts pel coronel Antonio Tejero. Va ser condemnat a 10 anys de presó i separació del servei pel Tribunal Suprem en la sentència definitiva del 22 d'abril de 1983, i fou posat en llibertat condicional el 27 de juny de 1986. Va ser autor del llibre Servicio especial, sobre la seva trajectòria en els serveis d'intel·ligència de Carrero Blanco.